# Підвисоцький Кость Осипович
Кость О́сипович Підвисо́цький (28 червня 1851, село Коржова, нині Чортківського району Тернопільської області — 12 червня 1904, село Медуха, нині Галицького району Івано-Франківської області) — український актор, режисер, драматург, чоловік актриси Емілії Підвисоцької.

## Біографія
Перший виконавець ролі Миколи Задорожного в драмі Івана Франка «Украдене щастя». Іван Франко у 1893 році писав:
|  | З артистів, які тепер виступають на українській сцені, на першому місці слід назвати К. Підвисоцького. Сьогодні він не тільки найкращий артист Української трупи в Галичині, але й режисер, і йому завдячує українська сцена гарну постановку багатьох українських п’єс |

### Театральні колективи
1875—1885 — в українсько-польській трупі Омеляна Бачинського; 1881—1882, 1886—1889 — актор, 1893—1897, 1900—1902 — актор і режисер театру товариства «Руська бесіда» (м. Львів); 1889—1892 — в трупах Марка Кропивницького та Михайла Старицького (гастролі у Наддніпрянській Україні, Молдові та Росії), 1897—1902 — в колективах І. Мороза, О. Суходольського, М. Ярошенка.

### Ролі, режисерські роботи
Ролі:
- Іван («Безталанна» І. Карпенка-Карого),
- Бичок («Глитай, або ж Павук» М. Кропивницького),
- Осип («Ревізор» М. Гоголя) та ін.

Вистави:
- «Украдене щастя» (роль М. Задорожного),
- «Кам'яна душа» І. Франка, «Бурлака» І. Карпенка-Карого та ін.;

Музичні постановки:
- «Запорожець за Дунаєм» С. Гулака-Артемовського,
- «Утоплена» М. Лисенка,
- «Катерина» М. Аркаса.

Автор комедії «Підшиванець» (1883), переробок п'єс: Ю. Коженьовського «Карпатські верховинці» під назвою «Помста гуцула» (1892), В. Вольського «Галька» під назвою «Галька, або Шляхетські любощі» (1899).